# 奥克通
奥克通（法語：Octon，法語發音：[ɔktɔ̃]）是法国埃罗省的一个市镇，属于洛代沃区。

## 地理
奥克通（43°39'15"N, 3°18'10"E）面积21.81 平方千米，位于法国奧克西塔尼大區埃罗省，该省份为法国南部沿海省份，南濒地中海，西南接奥德省，西北接塔恩省和阿韦龙省，东北与加尔省接壤。
与奥克通接壤的市镇（或旧市镇、城区）包括：布勒纳斯、塞勒、克莱蒙莱罗、拉瓦莱特、利欧松、梅里丰、穆雷兹、勒皮埃克、萨拉斯克。

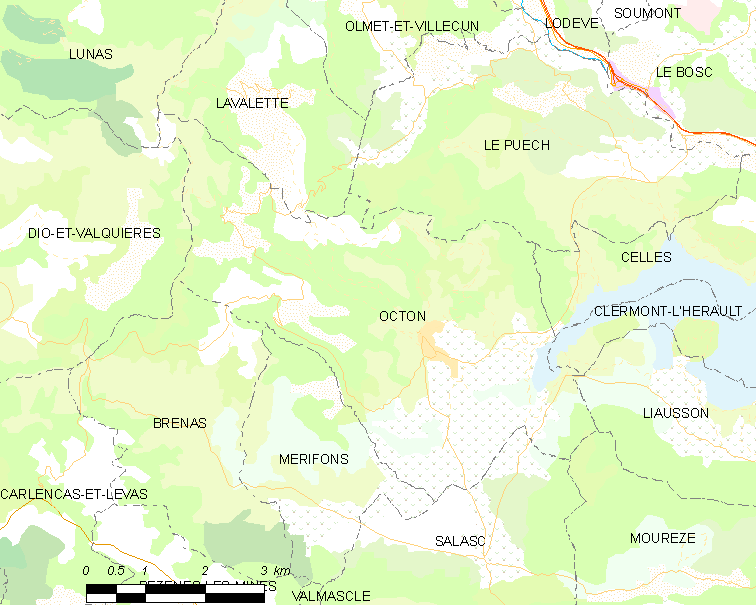
奥克通的OSM定位图

奥克通的时区为UTC+01:00、UTC+02:00（夏令时）。

## 行政
奥克通的邮政编码为34800，INSEE市镇编码为34186。

## 政治
奥克通所属的省级选区为克莱蒙莱罗县。

## 人口

1962-2008年间奥克通人口变化图示

奥克通于2022年1月1日时的人口数量为520人。